# Taifa (Marruecos)
Taifa o at-Taifa (literalmente "secta"; en árabe: الطائفة‎) fue una célula nacionalista clandestina marroquí que se formó en los primeros compases del movimiento nacional marroquí para luchar contra la ocupación francesa para lograr, posteriormente, la independencia de Marruecos. Contó entre sus filas con activistas, políticos e intelectuales marroquíes, algunos de los cuales colocaron su firma en el Manifiesto de la independencia.  Probablemente, fue fundada en 1934, al igual que otras células clandestinas que adoptaron una filosofía similar, tales como Koutlat Al Amal Al Watani.

## Historia
El biógrafo del nacionalismo marroquí, Said Hajji, Abderraouf Hajji, cuenta a propósito del funcionamiento de la célula: 

En 1934, pendant les vacances d'été, Saïd et Abdelkrim ont été parmi les premiers à être admis comme membres de la cellule secrète, dite "Taïfa", qui avait pour mission de diriger le Mouvement National, puis le Comité d'Action Nationale, et dont les membres devaient prêter serment devant Dieu et la Nation pour garder sous le sceau du secret toutes les décisions prises en son sein. 

Composée d'une soixantaine de membres, dont une dizaine de la branche de Salé, cette cellule comptait dans ses rangs les principaux dirigeants, ainsi qu'un certain nombre de patriotes, parmi les militants de la jeunesse active tels que Abderrahim Bouabid, Mehdi Ben Barka, Kacem Zhiri, Abdallah Ibrahim, Abdelkebir El Fassi, Tahar Zniber, Seddik Ben Larbi pour n'en citer que quelques-uns. 

L'adhésion à la "Taïfa" ne pouvait être acquise sans que le postulant ait rendu d'inestimables services à la nation et à l'entité politique à laquelle il appartenait.

## Miembros célebres
Compuesta por unos sesenta miembros, esta célula contaba entre sus filas a políticos, así como a un nutrido grupo de patriotas:
- Malika al-Fassi, única mujer entre los 66 firmantes.[2]
- Tahar Zniber,[3] hijos del mufti Abu Bakr Zniber,
- Abderrahim Bouabid[4]
- Mehdi Ben Barka
- Kacem Zhiri
- Abdallah Ibrahim
- Abdelkebir El Fassi
- Seddik Ben Larbi
- Boubker el-Kadiri[5]
- Said Hajji (desde 1934)
- Abdelkrim Hajji, hermano de Said.

## Anexos
- Movimiento nacional marroquí